# Île de San Giorgio Maggiore
Pour les articles homonymes, voir San Giorgio et San Giorgio Maggiore.
L’Île de San Giorgio Maggiore, parfois appelée en français, Saint-Georges-Majeur, est une île de Venise, située face au palais des Doges, à l'entrée du Grand Canal. Elle est séparée de l'île de la Giudecca par le petit canal de la Grâce et est baignée par le canal de la Giudecca, le bassin de Saint-Marc et le canal de San Marco au sud de la lagune. Elle fait partie du sestiere Saint-Marc.

## Histoire
Lors de la fondation de la ville de Venise, l'île était sous la possession de la famille des Memmo ce qui lui valait son nom d'Île Memmia.
Aux VIIIe et IXe siècles, une petite église en bois  fut fondée et nommée en souvenir de saint Georges. L'île prit le nom de Majeure pour la distinguer de la proche île de San Giorgio in Alga. Elle fut cédée en 982 par le doge Tribuno Memmo à un moine bénédictin, Giovanni Morosini. Il décida alors d'assainir les aires adjacentes à l'église pour permettre la construction d'un monastère, le monastère de San Giorgio Maggiore duquel il fut le premier abbé. 
Pour témoigner de l'importance culturelle acquise par le monastère au fil des siècles nous pouvons citer la face de la basilique San Giorgio Maggiore, projetée par Andrea Palladio, élément essentiel du panorama visible de la place Saint-Marc.
Durant la période napoléonienne, elle fut presque complètement supprimée. L'île devint un lieu de décision militaires et le resta aussi sous les gouvernements de l'empire d'Autriche-Hongrie et du royaume d'Italie. Sur le versant nord de l'île fut créée la Darsena, séparée du bassin de Saint-Marc par un quai et des magasins de service. L'île peut être considérée dans ce cas comme une zone franche.
En 1951, le gouvernement italien concéda l'usage du monastère et des aires adjacentes à la Fondation Giorgio Cini en mettant en place les prémices du travail de restauration. Un amphithéâtre ouvert, le Teatro Verde y fut créé et il fut inauguré en 1954. Il fait partie des théâtres comme Théâtre de verdure des villes vénitiennes. L'école nautique Giorgio Cini est toujours présente sur l'île. Un grand projet est en cours avec la Compagnia de la Vela et l’architecte Paolo Lucheta.

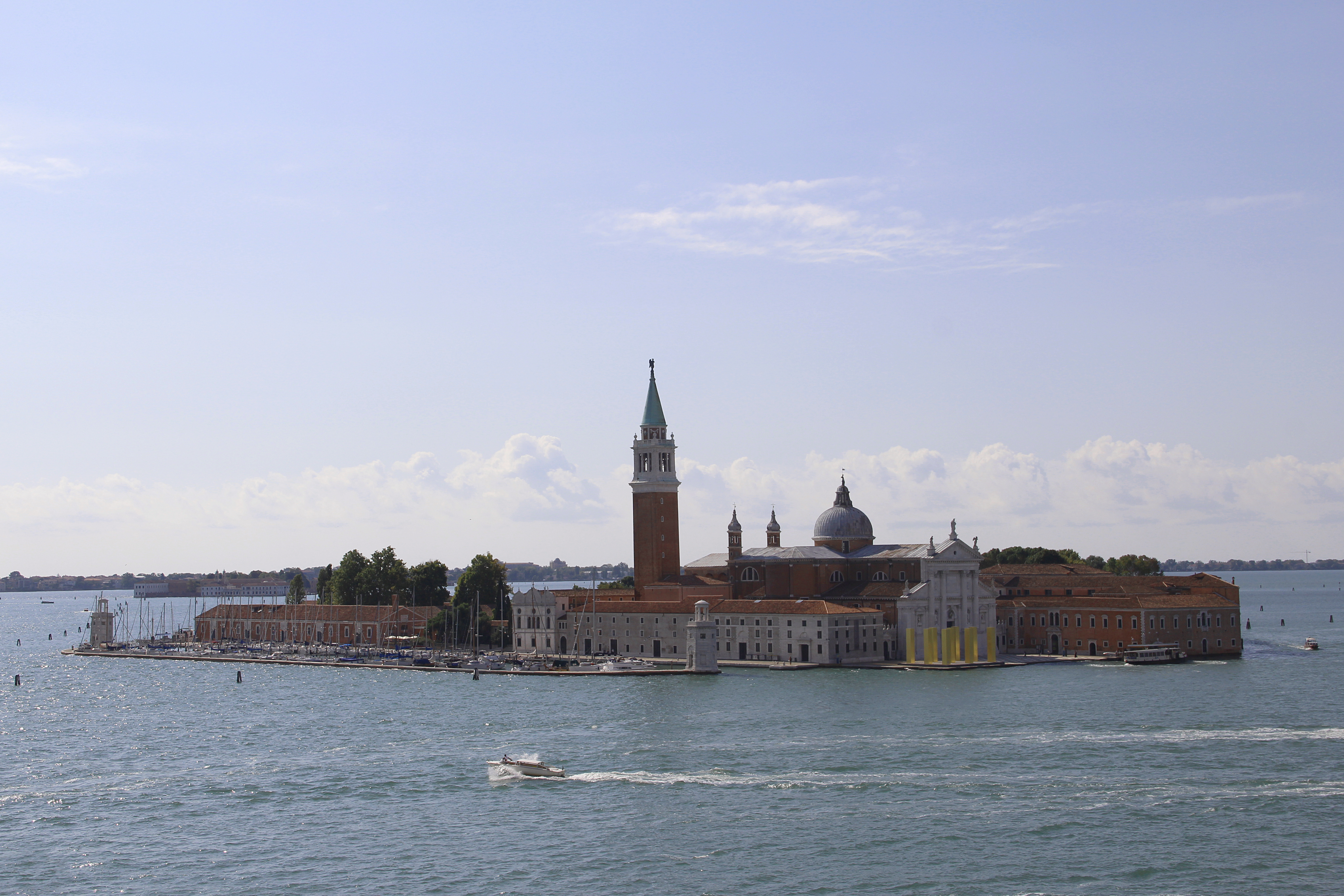
San Giorgio Maggiore vue du Campanile du dôme de Santa Maria della Salute.
Darsena di San Giorgio Maggior vue sur la Riva ca'di Dio.

## Monuments et art

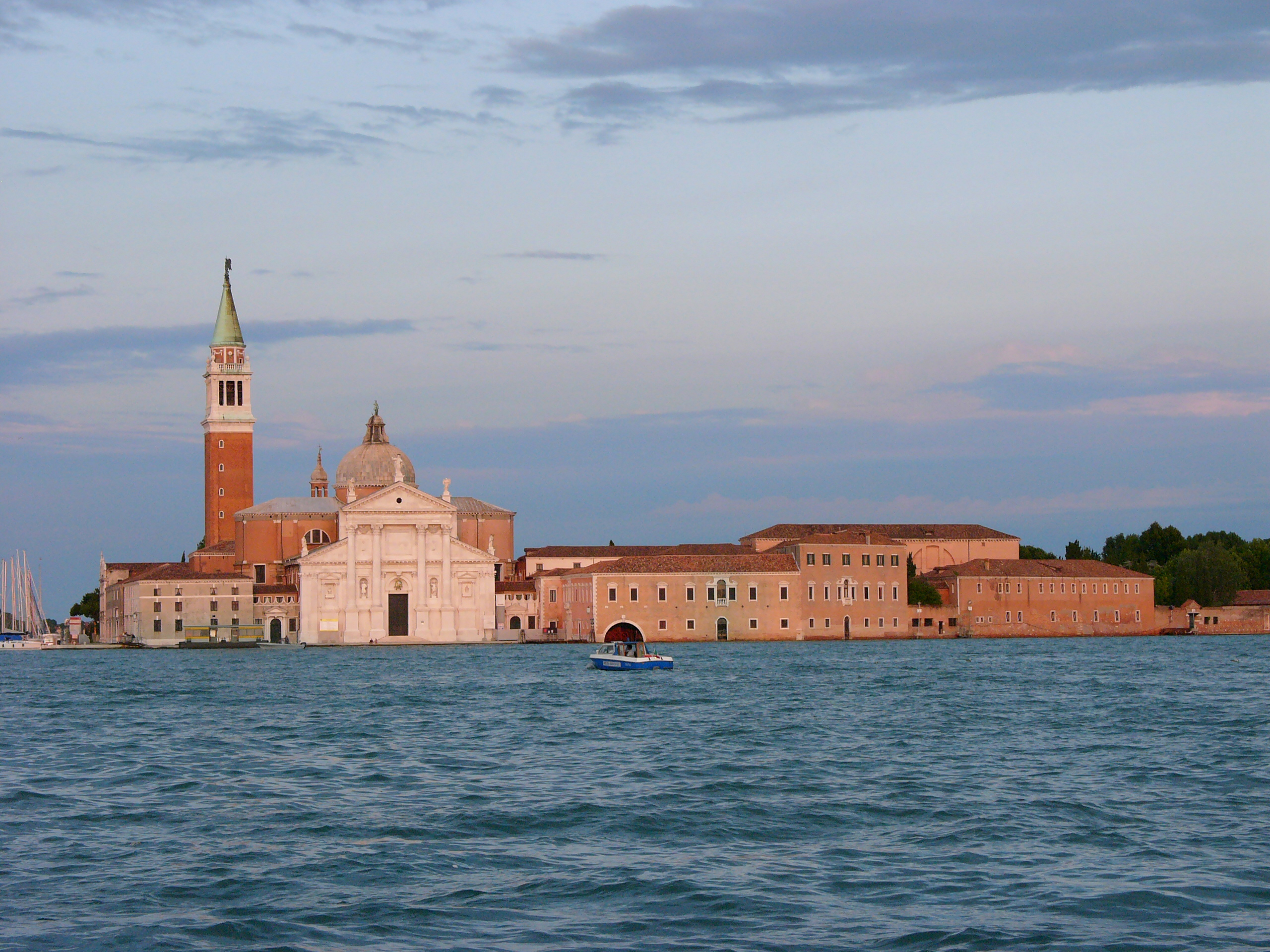
San Giorgio Maggiore vue du palais des Doges.

La basilique Saint-Georges-Majeur, créée par l'architecte Andrea Palladio entre 1566 et 1580, où l'on peut admirer Le Dernier Repas, peinture du Tintoret (peint entre 1592 et 1594).
Le monastère de San Giorgio Maggiore : pour le réfectoire du monastère des bénédictins de San Giorgio Maggiore où Véronèse a peint (1562-1563) ses Noces de Cana, un tableau que Napoléon Bonaparte a pris en 1797 (après sa première campagne d’Italie contre l’empire d’Autriche-Hongrie et le royaume de Sardaigne), et qui se trouve à présent au musée du Louvre à Paris.

### Articles connexes

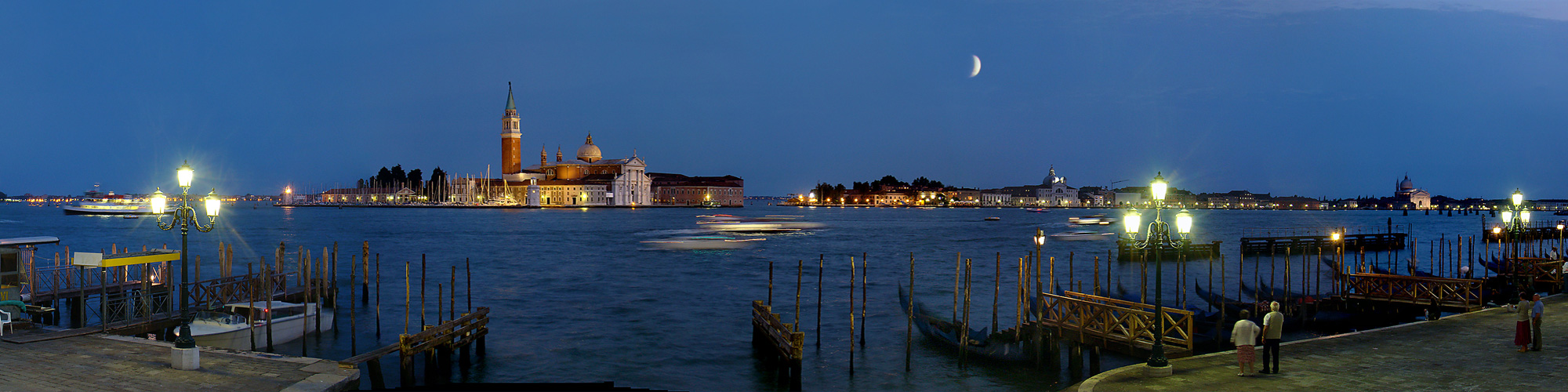
Panorama au crépuscule

## Sources
- (it) Cet article est partiellement ou en totalité issu de l’article de Wikipédia en italien intitulé « San Giorgio Maggiore (isola) » (voir la liste des auteurs).